# مالوینا پولو
مالوینا پولو (انگلیسی: Malvina Polo) بازیگر و نوازنده پیانو اهل ایالات متحده آمریکا بود.
از فیلم‌ها یا برنامه‌های تلویزیونی که وی در آن نقش داشته است، می‌توان به همسران احمق و زن پاریسی اشاره کرد.